# ميناء سبتة
ميناء سبتة (بالإنجليزية: Port of Ceuta) هو ميناء بحري يقع على ساحل المغرب شمال إفريقيا في مضيق جبل طارق، تابع لمدينة سبتة المغربية والإسبانية ذات الحكم الذاتي.

## الاستخدام

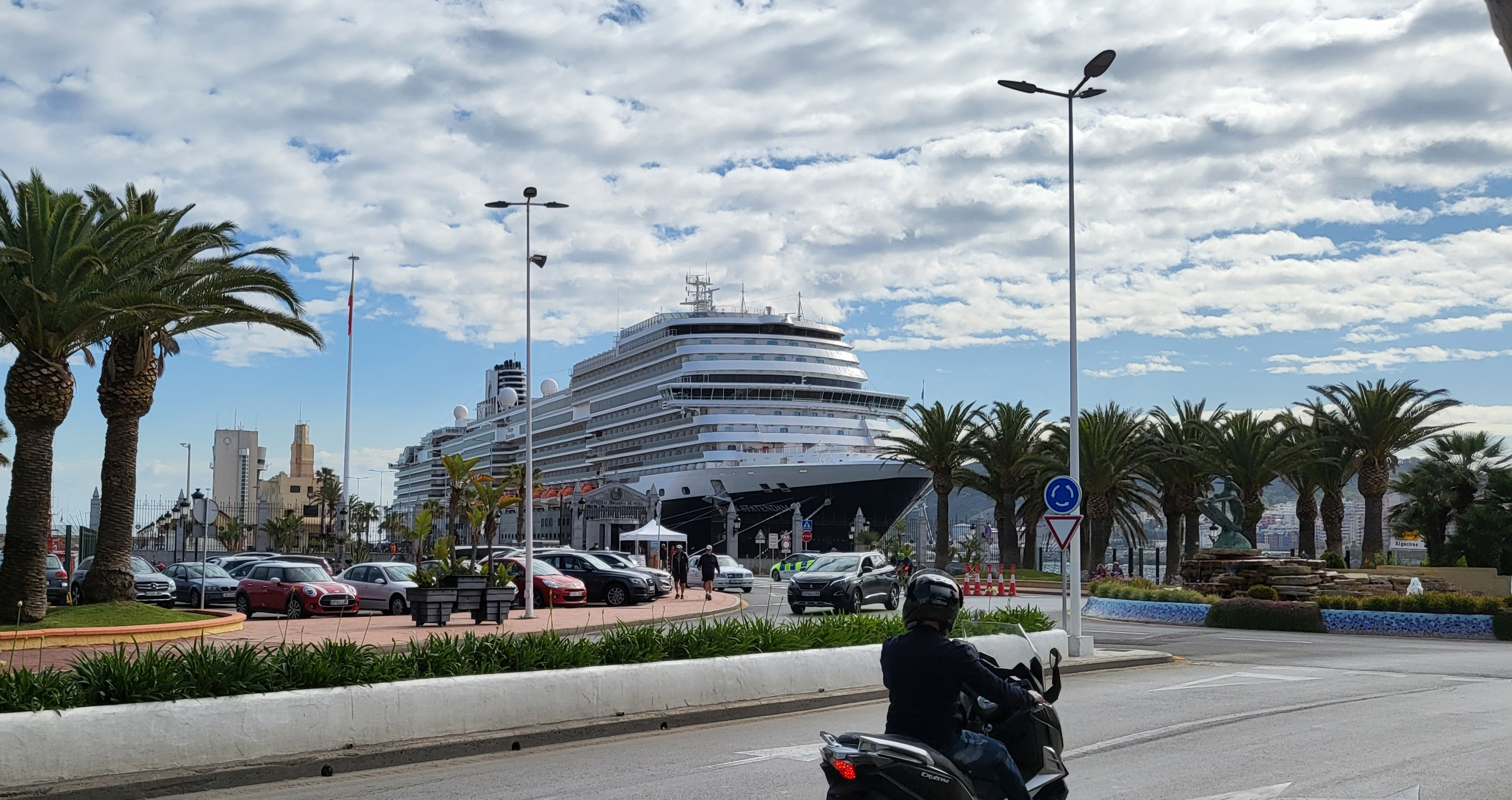
ميناء سبتة

ميناء حر يستخدم لنقل الركاب والبضائع والتزود بالوقود.

## الوصف
أسس الميناء في عام 1942 خلال فترة الحماية الإسبانية في المغرب ليخدم المنطقة الداخلية، وضعف نشاطه بعد استقلال المغرب في عام 1956.

## الإدارة
يدار الميناء من قبل هيئة الميناء التي تحمل اسم سلطة ميناء سبتة، ويتركز النشاط الحالي للميناء كسوق محلي لتوفير لوازم السفن، وخدمة العبارات التي تربط الموانئ في شبه الجزيرة الأيبيرية ودوره كمركز لتقديم الخدمات اللوجستية والصناعية.